# Joma
Jóma (вимовляється як Хóма) — іспанська компанія, виробник спортивного одягу. Заснована 1965 року. Штаб-квартира розташована в містечку Портільо-де-Толедо, провінція Толедо (Іспанія). Назва компанії походить від імені сина засновника, який зараз є президентом компанії Хосе Мануеля (José Manuel).

## Історія

### 1965—2000
Компанія заснована в 1965 році Фруктуосо Лопесом — на початках у ній працювало лише 8 людей. Згодом «Joma» завоювала репутацію надійного виробника високоякісного футбольного взуття, футбольної форми, спортивного взуття та повсякденного одягу. У 1980 році відкрито другу фабрику, а кількість робітників зросла до 70, у 1988 році відкрито третю фабрику фірми.
У 1992 році компанія вийшла на перше місце з продажу футбольного взуття в Іспанії. У 1997 році «Joma» стає лідером продаж футбольного взуття та одягу для футзалу завдяки розробкам нових типів спортивного взуття у тісній співпраці з гравцями та провідними фахівцями. З моменту заснування, крихітний завод в Портільйо-де-Толедо перетворився у 2000 році на сучасне підприємство загальною площею 70 000 м². Joma створила власний науково-дослідницький центр, який проводить розробки нових видів спортивного взуття у співпраці з Асоціацією дослідження взуття в Толедо та Інститутом Біомеханіки у місті Валенсія.

### 2001—2009
Зараз «Joma» — транснаціональна компанія з розгалуженою мережею дочірніх компаній у США, Німеччині, Китаї, Італії, Мексиці, Гонконзі, Панамі та налагодженою дистрибуцією своїх товарів у понад 70 країнах світу. Підприємства компанії розташовані в Іспанії, Китаї та Мексиці та забезпечують роботою понад 1000 робітників. У 2007 році «Joma» увійшла до Форуму Визнаних Брендів Іспанії, як один з 70 брендів країни з найбільшим розповсюдженням у світі та лідерством у своїй галузі. У 2007 році компанія спонсорувала більше 40 професійних команд та понад 500 спортсменів у всьому світі. У 2009 році компанія уклала спонсорську угоду з Федерацією Іспанії з легкої атлетики, згідно з якою легкоатлети цієї країни чотири роки будуть виступати в спортивній формі «Joma».

### 2010—2019
За друге десятиріччя 21 сторіччя бренд не тільки ставав технічним партнером Олімпійських Комітетів багатьох країн, але й став головним спонсором багатьох національних збірних з футболу. На середину 2016 року компанія вважалася третьою в світі за кількістю національних футбольних клубів та команд збірних з офіційним спонсорством, після Адідас та Найкі. Саме у 2017 році «Joma» стає партнером Федерації Футболу України та забезпечує офіційною футбольною формою Збірну України з Футболу [Архівовано 2 червня 2018 у Wayback Machine.].

## Продукція

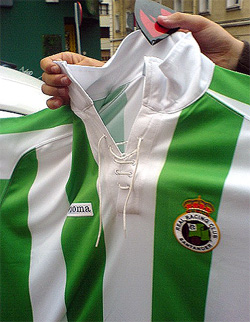
Приклад продукції — футболка іспанського «Расинга Сандандер»

Компанія випускає чоловічий, жіночий, дитячий спортивний одяг та взуття для таких видів спорту, таких як: футбол, теніс, фітнес, легка атлетика, футзал, регбі, гандбол, баскетбол, волейбол.

## Керівництво
Президент — Фруктуосо Лопес, Голова правління компанії — Хосе Мануель Лопес.

## Спонсорство
«Joma» екіпірує більше 100 різних колективів в Америці, Азії, Європі та Африці. Також активно співпрацює з Олімпійськими та Параолімпійськими комітетами багатьох країн (Україна, Болгарія, Іспанія та інші).

### Національні збірні, що грають у екіпіруванні від «Joma»
- Збірна Болгарії з футболу
- Збірна Гватемали з футболу
- Збірна Гондурасу з футболу
- Збірна Зімбабве з футболу
- Збірна Кенії з футболу
- Збірна Куби з футболу
- Збірна Киргизстану з футболу
- Збірна Мальдівських островів з футболу
- Збірна Нікарагуа з футболу
- Збірна Румунії з футболу
- Збірна Тринідаду і Тобаго з футболу
- Збірна Узбекистану з футболу
- Збірна України з футболу

### Футбольні клуби, що грають у «Joma»
Серед футбольних клубів, які виступають в екіпіруванні фірми: «Севілья», «Вільярреал», «Еспаньйол», «Хетафе», «Гранада», «Расинг», «Сантадер» і «Саламанка» (Іспанія); «Свонсі Сіті», «Кіддермінстер Гарріерз» та «Стокпорт Каунті» (Англія); «Емполі», «Палермо», «Сампдорія» (Італія); «Аталанта»;«Тулуза» (Франція); «Франкфурт»;
«Гоффенгайм» (Німеччина)
«ФК Ейндговен» (Нідерланди); «БАТЕ», «Мінськ» (Білорусь); «Спортинг Кристал» (Перу); ФК «Войводина» та ОФК «Белград» (Сербія); «Маямі» (США); «Буковина», «Волинь», «Карпати», «Олімпік» (Донецьк), «Сталь» (Кам'янське), ФК «Полтава», «Скала», «Зірка», «Верес», «Кристал» (Херсон), «Енергія» (Нова Каховка), «Реал Фарма» (Україна), ФК "Прикарпаття (Івано-Франківськ).

## Позиція компанії після повномасштабного вторгнення Росії в Україну
Після початку повномасштабного вторгнення Росії в Україну Joma продовжила працювати на території Російської Федерації. Незважаючи на офіційні заяви від компанії, у яких вказувалось про згортання бізнесу у Росії та Білорусі, з 24 лютого 2022 року іспанський виробник спортивного екіпірування займався розширенням клієнтської бази на території країн-агресорів. Влітку 2022 року до клієнтів Joma у Росії, окрім московського ЦСКА, яким володіє підсанкційний в Україні Зовнішекономбанк, додався також і футбольний клуб "Ахмат", яким безпосередньо опікується близький друг Володимира Путіна Рамзан Кадиров.
У березні 2023 року стало відомо про можливу співпрацю Joma із ще одним російським клубом, ФК "Зеніт", коли санкт-петербурзький клуб, що безпосередньо спонсорується "Газпромом", представив форму з логотипом іспанського бренду, яка мала "ексклюзивний дизайн". На всі звинувачення, зокрема з боку УАФ, український підрозділ компанії заявив, що здивований новиною про нові партнерства з російськими клубами.
Незважаючи на скандальний характер співпраці Joma з ринком країни-агресора, Українська асоціація футболу вирішила не розривати контракт з іспанською компанією, а натомість дочекатися закінчення контракту, що спливає у 2024 році.